# Astomi

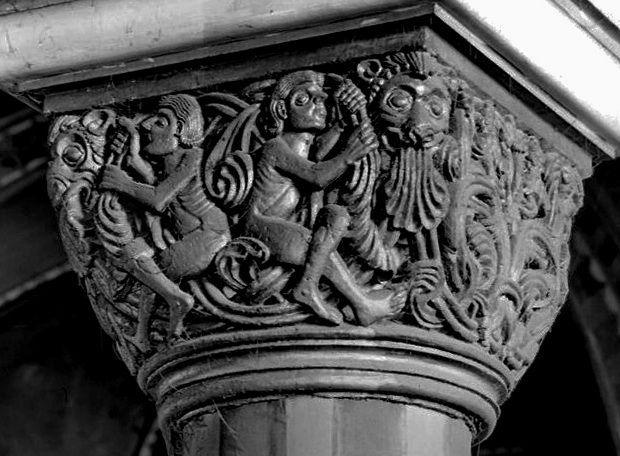
2 Astomi die aan gebladerte ruiken, westwerkkapiteel Sint-Servaasbasiliek

Astomi of Astomoi (van Oudgrieks: α-στόμα; vertaald: mondlozen) zijn een mythologisch volk bestaande uit wezens die niet eten of drinken. Om die reden worden ze afgebeeld zonder mond.
Astomi werden in 77 na Chr. door Plinius de Oudere beschreven in zijn werk Naturalis historia (boek VII, over de antropologie). Volgens zijn beschrijving zijn het behaarde wezens die hun lichaam bedekken met bladeren. Ze leven in het huidige India, bij de bronnen van de rivier de Ganges. Ze hebben geen voedsel of drank nodig en blijven in leven door het inademen van bloemen, vruchten en wortels.
Volgens Plinius zou de Griekse reiziger Megasthenes in zijn boek over India geschreven hebben dat de Astomi met scherpe geuren gedood kunnen worden. Volgens Strabo, die zich eveneens op Megasthenes baseert, zouden ze ook de geur van vlees opsnuiven. Latere schrijvers die Astomi genoemd hebben zijn: Aulus Gellius (2e eeuw na Chr.), Gaius Julius Solinus (3e eeuw), Thomas van Cantimpré (13e eeuw) en Jan van Mandeville (14e eeuw).
In de romaanse beeldhouwkunst worden astomi soms afgebeeld als vertegenwoordigers van de "monsterlijke rassen", levend in de niet-goddelijke wildernis, volgens het wereldbeeld geschetst door Augustinus. Een voorbeeld is te vinden op een 12e-eeuws kapiteel in het westwerk van de Sint-Servaasbasiliek in Maastricht.